# 名誉師範
名誉師範（めいよしはん）は、武道や芸道における称号。国や都道府県の栄誉称号の一つ。民間の名誉称号の一種でもある。

## 警察
日本の警察における名誉師範は、訓令に定めるところにより授与される。

### 警察大学校
警察大学校の柔道、剣道、逮捕術の教授として勤務した者のうち、特に功績があるものに対して警察庁長官から授与される。それぞれ種目の名称を冠し、柔道名誉師範、剣道名誉師範、逮捕術名誉師範と称する。

### 管区警察学校
管区警察学校の柔道、剣道、逮捕術の教授として勤務した者のうち、特に功績があるものに対して管区警察局長から授与される。

### 都道府県警察
都道府県警察の柔道、剣道、逮捕術の指導者として勤務した者のうち、特に功績があるものに対して警察本部長から授与される。警察官の他、市町村の女性職員を対象とした護身術の指導を行う場合もある。

## 能楽・観世流
能楽シテ方の流派である観世流おいて、長年にわたり謡曲や仕舞を研鑽し、一定の技量を認められたアマチュアの愛好者に与えられる称号。ただし、あくまでもアマチュアとしての免状・称号であって、プロ（能楽師）としての資格ではない。

### 文献資料
- 新村出編『広辞苑 第六版』（岩波書店、2011年）ISBN 400080121X
- 松村明編『大辞林 第三版』（三省堂、2006年）ISBN 4385139059

### 報道資料
- 『読売新聞』2013年10月18日大阪朝刊島根版